# John Dill
John Greer Dill (Lurgan (Ierland), 25 december 1881 – Washington D.C., 4 november 1944) was een Britse commandant tijdens de Eerste Wereldoorlog en de Tweede Wereldoorlog. Van mei 1940 tot december 1941 was hij chief of the Imperial General Staff.

## Eerste jaren
Dill studeerde aan het Cheltenham College en het Royal Military College in Sandhurst. Op 8 mei 1901 werd hij benoemd tot tweede luitenant in het 1ste bataljon van de Leinster Regiment en werd naar Zuid-Afrika gestuurd om deel te nemen aan de Tweede Boerenoorlog.
Dill werd op 15 augustus benoemd tot regimentsadjudant. Daarvoor was hij sinds 1902 al assistent-adjudant. Op 12 juli 1911 werd Dill gepromoveerd tot kapitein en hij ging vanaf 1 februari 1913 studeren aan het Staff College in Camberley en was daar nog toen de Eerste Wereldoorlog uitbrak. Hij werd brigademajoor van de 25ste Brigade (8ste Divisie) in Frankrijk waar hij gestationeerd was bij Neuve-Chapelle. Aan het einde van de oorlog was hij brigadier en werd acht keer genoemd in dagorders. Hij werd in 1918 benoemd tot Lid in de Orde van Sint-Michaël en Sint-George. Hij ontving voor zijn diensten ook een aantal buitenlandse onderscheidingen, het Franse Legioen van Eer in de rang van Officier, het Franse Croix de guerre 1914-1918, Commandeur in de Belgische Kroonorde en Officier in de Orde van de Kroon van Roemenië.

## Interbellum
Na de oorlog kreeg Dill de reputatie van een begaafd legerinstructeur. In 1928 werd hij benoemd tot Lid in de Orde van het Bad. In 1929 werd hij in India gestationeerd en in 1930 bevorderd tot generaal-majoor. Hierna keerde hij terug naar Groot-Brittannië vanwege zijn benoeming bij het Staff College. Vervolgens vertrok hij naar de War Office (ministerie van Oorlog) om daar directeur van Militaire Operaties en Intelligentie te worden, wat hij tot 1 september 1936 bleef. Naast deze posities werd hij op 24 december 1932 benoemd tot erekolonel van het East Lancashire Regiment.
Dill werd op 8 september 1936 benoemd tot general officer commanding van de Britse troepen in Palestina en behield deze post tot 1937 en werd in het jaar geridderd met zijn promotie tot Ridder Commandeur in de Orde van het Bad en werd benoemd tot general officer commanding van de Aldershot Command.

## Tweede Wereldoorlog
Op 3 september 1939 werd Dill benoemd tot commandant van het 1e Britse Korps in Frankrijk en promoveerde op 1 oktober 1939 tot generaal. 
In april 1940 na zijn terugkeer werd Dill door premier Neville Chamberlain tot vicevoorzitter van de Imperial General Staff (en lid van de Army Council) onder Edmund Ironside benoemd. OP 27 mei 1940 werd Ironside door Dill vervangen als chief of the Imperial General Staff. Later dat jaar werd hij benoemd tot Aide de Camp General (adjudant) van koning George VI.
Dill promoveerde op 18 november 1940 tot veldmaarschalk, maar toen werd ook duidelijk hoe slecht hij en Churchill met elkaar omgingen. Dill kreeg de reputatie van fantasieloosheid en obstructief beleid. Churchill verleende hem in 1941 de benoeming tot Ridder Grootkruis in de Orde van het Bad en stationeerde hem in Washington als zijn persoonlijke afgevaardigde. In Washington was hij hoofd van de British Joint Staff Mission en later hoofd van de Britse afvaardiging in de Combined Chiefs of Staff. Hij toonde een geweldige flair als een diplomatieke militaire aanwezigheid. In 1943 nam hij deel aan de Conferentie van Quebec, Conferentie van Casablanca, Conferentie van Teheran en ontmoetingen in India, China en Brazilië. Hij nam ook kort deel aan het politieke comité dat opgezet was door de Britten en Amerikanen om de ontwikkeling van de atoombom te coördineren. 
In de Verenigde Staten leverde Dill een belangrijke bijdrage bij de ontwikkeling van het Chief of Staff-comité, dat uit leden uit zowel Groot-Brittannië en de Verenigde Staten bestond. Hij was een goede vriend van generaal George Marshall en de twee hadden grote invloed op president Franklin D. Roosevelt. Hij ontving veel onderscheidingen waaronder de Amerikaanse Army Distinguished Service Medal.
Dill diende tot zijn dood in november 1944 in Washington, alwaar hij stierf aan aplastische anemie. 
In 1944 werd hem postuum de Amerikaanse Distinguished Service Medal toegekend en ontving een ongekende gezamenlijke resolutie van het Amerikaanse Congres als waardering voor zijn diensten.

## Militaire loopbaan
- Second Lieutenant: 8 mei 1901[2]
- Lieutenant: 27 mei 1903[2]
- Captain: 12 juli 1911[2]
- Major: 8 mei 1916[2]
- Lieutenant-Colonel: 1 januari 1917[2]
- Colonel: 10 augustus 1920 (gedateerd 1918)[2]
- Brigadier: 1 juni 1928[2]
- Major-General: 11 december 1930[2]
- Lieutenant-General: 13 april 1936[2]
- General: 1 oktober 1939[2]
- Field Marshal: 18 november 1941[2]

## Onderscheidingen
- Ridder Grootkruis in de Orde van het Bad op 1 januari 1942[3]
  - Commandeur in de Orde van het Bad op 11 mei 1937[4]
  - Lid in de Orde van het Bad op 2 januari 1928[5]
- Lid in de Orde van Sint-Michaël en Sint-George op 1 januari 1918[6]
- Officier in het Legioen van Eer op 14 juli 1919[7]
- Croix de guerre 1914 - 1918 op 21 augustus 1919[8][2]
- Commandeur in de Kroonorde (België) op 21 augustus 1919[8]
- Officier in de Orde van de Kroon van Roemenië op 20 september 1919[9]
- Grootkruis in de Orde van Sint-Olaf op 26 november 1943[10]
- Grootkruis in de Orde Polonia Restituta op 22 juli 1941[11][2]
- Orde van Voorname Dienst (Verenigd Koninkrijk) in 1915
- Army Distinguished Service Medal in 21 november 1944 (Postuum)[12][2]
- Britse Oorlogsmedaille
- Hij werd achtmaal genoemd in de Dagorders. Dat gebeurde op:
- 17 februari 1915[2]
- 22 juni 1915[2]
- 15 juni 1916[2]
- 4 januari 1917[2]
- 15 mei 1917[2]
- 11 december 1917[2]
- 20 december 1918[2]
- 5 juli 1919[2]